# Adrian Sutil
Adrian Sutil (Gräfelfing, 11. siječnja 1983.) je bivši njemački vozač Formule 1. Vozio je od 2007. do 2011. te od 2013. do 2014. za momčadi Spyker, Force Indiju i Sauber, a 2015. bio je rezervni vozač Williamsa.

### Potpuni popis rezultata u Formuli 1
(legenda) (Utrke označene debelim slovima označuju najbolju startnu poziciju) (Utrke označene kosim slovima označuju najbrži krug utrke)
| Godina | Momčad            | šasija            | Motor                   | 1.      | 2.      | 3.     | 4.      | 5.      | 6.      | 7.      | 8.     | 9.     | 10.     | 11.     | 12.     | 13.    | 14.     | 15.     | 16.     | 17.     | 18.    | 19.    | Poredak | Bodovi |
| ------ | ----------------- | ----------------- | ----------------------- | ------- | ------- | ------ | ------- | ------- | ------- | ------- | ------ | ------ | ------- | ------- | ------- | ------ | ------- | ------- | ------- | ------- | ------ | ------ | ------- | ------ |
| 2006.  | Midland F1 Racing | Midland M16       | Toyota RVX-06 2.4 V8    | BAH     | MAL     | AUS    | SMR     | EUR TD  | ŠPA     | MON     | VB     | KAN    | SAD     | FRA TD  | NJE     | MAĐ    | TUR     | ITA     |         |         |        |        | -       | -      |
| 2006.  | Spyker MF1 Team   | Midland M16       | Toyota RVX-06 2.4 V8    |         |         |        |         |         |         |         |        |        |         |         |         |        |         |         | KIN     | JAP TD  | BRA    |        | -       | -      |
| 2007.  | Spyker F1         | Spyker F8-VII     | Ferrari 056H 2.4 V8     | AUS 17  | MAL Ret | BAH 15 | ŠPA 13  | MON Ret | KAN Ret | SAD 14  | FRA 17 | VB Ret | EUR Ret | MAĐ 17  | TUR 21  |        |         |         |         |         |        |        | 19.     | 1      |
| 2007.  | Spyker F1         | Spyker F8-VIIB    | Ferrari 056H 2.4 V8     |         |         |        |         |         |         |         |        |        |         |         |         | ITA 19 | BEL 14  | JAP 8   | KIN Ret | BRA Ret |        |        | 19.     | 1      |
| 2008.  | Force India       | Force India VJM01 | Ferrari 056 2.4 V8      | AUS Ret | MAL Ret | BAH 19 | ŠPA Ret | TUR 16  | MON Ret | KAN Ret | FRA 19 | VB Ret | NJE 15  | MAĐ Ret | EUR Ret | BEL 13 | ITA 19  | SIN Ret | JAP Ret | KIN Ret | BRA 16 |        | 20.     | 0      |
| 2009.  | Force India       | Force India VJM02 | Mercedes FO108W 2.4 V8  | AUS 9   | MAL 17  | KIN 17 | BAH 16  | ŠPA Ret | MON 14  | TUR 17  | VB 17  | NJE 15 | MAĐ Ret | EUR 10  | BEL 11  | ITA 4  | SIN Ret | JAP 13  | BRA Ret | ABU 17  |        |        | 17.     | 5      |
| 2010.  | Force India       | Force India VJM03 | Mercedes FO 108X 2.4 V8 | BHR 12  | AUS Ret | MAL 5  | KIN 11  | ŠPA 7   | MON 8   | TUR 9   | KAN 10 | EUR 6  | VBR 8   | NJE 17  | MAĐ Ret | BEL 5  | ITA 16  | SIN 9   | JAP Ret | KOR Ret | BRA 12 | ABU 13 | 11.     | 47     |
| 2011.  | Force India       | Force India VJM04 | Mercedes FO 108Y 2.4 V8 | AUS 9   | MAL 11  | KIN 15 | TUR 13  | ŠPA 13  | MON 7   | KAN Ret | EUR    | VBR    | NJE     | MAĐ     | BEL     | ITA    | SIN     | JAP     | KOR     | IND     | ABU    | BRA    | 12.     | 8      |